# 筈見恒夫
筈見 恒夫（はずみ つねお、1908年（明治41年）12月18日 - 1958年（昭和33年）6月6日）は、日本の映画評論家である。映画の宣伝マンの傍ら、批評活動をつづけ、途中、映画プロデューサーをつとめたことがある。23歳のときに脚本家としてもデビューしている。本名は松本 英一（まつもと えいいち）、サイレント映画の時代に活躍した映画監督の松本英一とは別人である。

## 人物・来歴
1908年（明治41年）12月18日、東京市京橋区桶町（現在の東京都中央区八重洲）にて、京浜運輸の取締役を務めた松本一静の長男の英一として生まれる。
1931年（昭和6年）、22歳のころ、南部圭之助らと雑誌『新映画』を創刊した。1932年（昭和7年）、23歳のときには、不二映画社で、阿部豊監督、岡田時彦主演のサイレント映画『もだん聖書 当世立志読本巻一』の脚本を書き、同作は同年10月6日に公開されている。
1934年（昭和9年）、25歳にして東和商事（現在の東宝東和）の宣伝部長に就任、同社が輸入・配給するヨーロッパ映画の宣伝に尽力した。そのかたわら評論活動をつづける。
1945年（昭和20年）8月15日、36歳のときに第二次世界大戦の終戦を迎え、翌1946年（昭和21年）には東宝に移籍して映画プロデューサーとなり、3本の映画を製作した。1947年（昭和22年）には、新東宝に移籍し、1950年（昭和25年）までに9本を製作した。
1951年（昭和26年）、42歳のとき、東和映画（現在の東宝東和）が再発足し、同社の宣伝部長に復帰した。
1958年（昭和33年）6月6日、死去した。満49歳没。一周忌を迎える1959年（昭和34年）6月、岸松雄、長男筈見有弘らの手で『筈見恒夫』（筈見恒夫刊行会）が刊行された。

## ビブリオグラフィ
- 雑誌『新映画』、1931年

## 著書

### 単著
- 『現代映画論』西東書林、1935年5月。 NCID BA30289447。全国書誌番号:46086752。
  - 『現代映画論』西東書林、1937年3月。 NCID BC0533107X。全国書誌番号:44064383。
  - 『現代映画論』牧野守監修（影印復刻）、ゆまに書房〈日本映画論言説大系 第2期（映画のモダニズム期）19〉、2004年6月。ISBN 9784843309599。 NCID BA67662683。全国書誌番号:20639612。
- 『現代映画十講』映画評論社。 NCID BN11859787。全国書誌番号:46051516 全国書誌番号:58000307。
- 『映画と民族』映画日本社、1942年3月。 NCID BN14715036。全国書誌番号:58005155。
- 『映画の伝統』青山書院、1942年7月。 NCID BN09967335。全国書誌番号:58000409。
- 『映画五十年史』鱒書房、1942年7月。 NCID BN06616902。
  - 『映画五十年史』（新版）鱒書房、1947年10月。 NCID BA3037180X。全国書誌番号:46023722。
  - 『映画五十年史』創元社、1951年11月。 NCID BN05978409。全国書誌番号:52001800。
- 『映画とともに』淡路書房、1948年。 NCID BN15251586。全国書誌番号:46023724 全国書誌番号:48008960。
- 『わがアメリカ映画史』雄鶏社〈おんどり・ぽけっと・ぶっく〉、1956年2月。 NCID BA3043520X。全国書誌番号:56003104。
- 『えいが随筆』平凡出版、1956年12月。 NCID BN11864492。全国書誌番号:57001824。
- 『女優変遷史』三笠書房、1956年12月。 NCID BN15288848。全国書誌番号:57001829。
- 「筈見恒夫」刊行会 編『筈見恒夫』「筈見恒夫」刊行会、1959年6月。 NCID BN03323384。全国書誌番号:75043138。

### 編著
- 『写真映画百年史』 1巻、鱒書房、1954年10月。 NCID BA32272354。NDLJP:2470949。
- 『写真映画百年史』 2巻、鱒書房、1954年12月。 NCID BA32272354。NDLJP:2474558。
- 『写真映画百年史』 3巻、鱒書房、1955年4月。 NCID BA32272354。NDLJP:2475511。
- 『写真映画百年史』 4巻、鱒書房、1955年10月。 NCID BA32272354。NDLJP:2466996。
- 『写真映画百年史』 補巻、鱒書房、1956年6月。 NCID BA32272354。NDLJP:2478782。
  - 『映画百年史 写真記録』 第1巻（複製）、日本ブックエース、2010年7月。ISBN 9784284800822。 NCID BB02792115。全国書誌番号:21797142。
  - 『映画百年史 写真記録』 第2巻（複製）、日本ブックエース、2010年7月。ISBN 9784284800839。 NCID BB02792115。全国書誌番号:21797145。

### 共著
- 佐々木能理男、筈見恒夫『意志の勝利』青山書院、1942年3月。全国書誌番号:46008785。
- 筈見恒夫、清水晶『映画作品辞典』弘文堂〈アテネ文庫 218〉、1954年6月。 NCID BA38487160。全国書誌番号:54005927。

## フィルモグラフィ
- 『もだん聖書 当世立志読本巻一』、不二映画社、1932年10月6日
- 『檜舞台』、東宝、1946年1月17日
- 『浦島太郎の後裔』、東宝、1946年3月28日
- 『僕の父さん』、東宝、1946年7月4日
- 『九十九人目の花嫁』、新東宝映画、1947年4月22日
- 『幸福への招待』、監督千葉泰樹、新東宝映画、1947年10月30日
- 『大学の門』、新東宝映画、1948年2月21日
- 『黒馬の団七』、新東宝映画、1948年6月5日
- 『富士山頂』、新東宝、1948年6月23日
- 『群狼』、新東宝・竹井プロダクション、1948年11月23日
- 『深夜の告白』、新東宝、1949年6月20日
- 『人生選手』、新東宝、1949年12月6日
- 『黄金獣』、新東宝、1950年11月3日

## 註
1. 1 2 3 4  #外部リンク欄の日本映画データベース「筈見恒夫」の項のリンク先の記述を参照。二重リンクを省く。
2. 1 2 3 4 5 6 7  コトバンクサイト内の記事「筈見恒夫」の記述を参照。